# Glaphyrosoma
Glaphyrosoma is een geslacht van rechtvleugeligen uit de familie Anostostomatidae. De wetenschappelijke naam van dit geslacht is voor het eerst geldig gepubliceerd in 1888 door Brunner von Wattenwyl.

## Soorten
Het geslacht Glaphyrosoma omvat de volgende soorten:
- Glaphyrosoma bruneri Cockerell, 1912
- Glaphyrosoma gracile Brunner von Wattenwyl, 1888
- Glaphyrosoma mexicanum Saussure, 1859